# Hypospila biplagula
Hypospila biplagula är en fjärilsart som beskrevs av Lucas Friedrich Julius Dominikus von Heyden 1891. Hypospila biplagula ingår i släktet Hypospila och familjen nattflyn. Inga underarter finns listade i Catalogue of Life.